# Roma in Slovenië
Met Roma in Slovenië (Sloveens: Romi v Sloveniji) worden in Slovenië wonende etnische Roma, of Slovenen van Romani afkomst, aangeduid. In Slovenië worden de Roma meestal Cigani genoemd, een exoniem dat voor sommige Roma als pejoratief geldt. Het endoniem voor Roma is Romi.

## Aantal
Volgens de volkstelling van 2002 identificeerden 3.246 personen zichzelf als etnische Roma, van wie 1.645 mannen en 1.601 vrouwen. Naar schatting wonen er echter minimaal 7.000 tot maximaal 12.000 Roma in Slovenië. Het gemiddelde bedraagt ongeveer 8.500 personen, oftewel 0,42% van de Sloveense bevolking. De gegevens die in het kader van de volkstelling zijn geregistreerd, weerspiegelen namelijk niet de realiteit en onderschatten het aantal Roma. Een van de mogelijke reden dat de volkstelling een vertekend beeld geeft over het aantal Roma is dat dat de volkstelling gebaseerd is op vrijwillige zelfverklaring, waardoor individuen verschillende opties kunnen kiezen met betrekking tot hun etnische afkomst.  Volgens het Sloveense Bureau voor de Statistiek verklaarden veel Roma Sloveens te zijn of kozen ze ervoor om hun etnische afkomst helemaal niet te vermelden.

## Verspreiding
De meeste Roma woonden naar schatting in de regio Dolenjska (40%) in het zuidoosten van Slovenië, in de regio Prekmurje (35%) in het noordoostelijke deel van het land, maar ook in de belangrijkste Sloveense stedelijke centra, zoals Maribor (15%) en Ljubljana (8%).

## Religie
In 2002 verklaarden 1.663 van de 3.246 Roma lid te zijn van de Katholieke Kerk in Slovenië, oftewel 51,23% van alle Roma. Daarnaast werden er 67 aanhangers van de Orthodoxe Kerk en 6 aanhangers van andere christelijke kerken geregistreerd, waarmee het totaal aantal christenen op 1.736 personen uitkomt (of 53,48% van de Roma). Naast het christendom werd er een aanzienlijke minderheid van moslims geregistreerd: 868 personen, oftewel 26,74% van de Roma. Daarnaast werden er 287 religieuze Roma zonder een specifiek geloof (8,84%) geregistreerd, terwijl 99 Roma atheïstisch (3,05%) waren en 250 Roma geen antwoord hadden gegeven of het niet wisten (7,70%).

## Taal
In 2002 werd het Romani door 3.834 personen in Slovenië als moedertaal gesproken, oftewel 0,2% van de Sloveense bevolking. Het aantal Romani sprekers is met bijna 40% toegenomen vergeleken met 2.752 sprekers in 1991.